# MYTH & ROID
MYTH & ROID (pronunciado en Japonés como Miss Android) es un grupo musical de pop japonés, centrado en el productor, compositor y guitarrista Tom Hoshima conocido como Tom-H@ck (トム-ハック) y el compositor de canciones Hotaru junto a otros vocalistas. La música de la banda ha sido parte de series ánime como Overlord, BBK/BRNK, Saga of Tanya the Evil, Re:Zero kara Hajimeru Isekai Seikatsu y Made in Abyss.

## Historia
De acuerdo con la página oficial del grupo, su nombre deriva de la unión de las palabras en inglés "Myth" y "Android" representando de esta forma el pasado y simultáneamente al futuro; teniendo la idea de mezclar los orígenes de los integrantes para generar nueva música.
Cuando el proyecto musical Myth & Roid estaba tomando forma, Tom-H@ck escuchó un concierto de Mayu, su antigua vocalista y decidió que su voz sería parte del grupo, la misma Mayu comentó en una entrevista al portal Kai-You; que como todavía estudiaba por aquella época, conoció a Tom-H@ck con el uniforme escolar puesto.
El grupo debutó en 2015 con el lanzamiento del primer sencillo titulado "L.L.L."; mismo que fue usado como la canción de cierre en el anime Overlord, posicionándose en el puesto 29 de la lista semanal Oricon, en la semana del 24 al 30 de agosto, también alcanzó en Japón el puesto número 3 en descargas de la tienda Itunes.
El segundo sencillo del grupo se tituló "Anger/Anger", lanzado el 24 de febrero de 2016 y usado como la canción de cierre del anime Bubuki Buranki. Estuvo en el puesto 82 de la lista semanal Oricon. El tercer sencillo grabado fue "Styx Helix", lanzado en la fecha 25 de mayo de 2016, designado como la primera canción cierre del anime Re:Zero kara Hajimeru Isekai Seikatsu. Para el capítulo 7 exclusivamente como canción de cierre se usó el título "Straight Bet". El cuarto sencillo lanzado el 24 de agosto de 2016 con el título "Paradisus-Paradoxum" fue la segunda canción de inicio del anime Re:Zero. También la canción "Theater D" fue usada como canción de cierre exclusiva para el capítulo 14.
El quinto sencillo lanzado por la agrupación musical el 8 de febrero de 2017 con el título "JINGO JUNGLE" fue usado como tema de inicio para el anime Yōjo Senki.
En 2017 la solista KIHOW se unió al equipo después de ser descubierta por Tom-H@ck. Como vivió en el extranjero ella es capaz de cantar tanto en inglés como en japonés. Es capaz de transformar libremente su tono de voz, habilidad conocida en inglés como "rainbow-colored voice".
El 24 de abril de 2017 la agrupación musical lanzó su primer álbum denominado "eYe's".
El 6 de noviembre de 2017 la agrupación anunciaba la salida de la cantante Mayu como su "graduación del grupo".
El 9 de enero de 2018 KIHOW debutó con la canción de cierre del anime Overlord en su segunda temporada con el sencillo HYDRA, este se convierte en el sexto creado por la agrupación, según su cuenta oficial en Twitter.
El 24 de agosto de 2022 Myth & Roid debutó con la canción de cierre del anime Made in Abyss en su segunda temporada con el sencillo "Endless Embrance".